# 聖園子供の家
聖園子供の家（みそのこどものいえ）は神奈川県藤沢市みその台にある児童養護施設である。敷地は東京ドーム約3個分の広さがあり、神奈川県の鳥獣保護区にも指定されている。
管理体制はユニット制となっており、幼児以外は男女別の小規模ユニットごとに分割され管理されている。
定員108名までの児童・生徒を収容しており（暫定定員は71名。）、神奈川県および近隣市（神奈川県、川崎市、横浜市、相模原市、横須賀市）と協定を結び、児童相談所による社会的養護措置となった児童・生徒を受けいれている。
また、藤沢市から「子育て短期支援事業」を受託しており、子育て中の保護者が、出産・仕事の都合・冠婚葬祭・疾病などの理由で、養育が一時的に困難になった場合に、ショートステイ等の短期間の養育を行っている。

## 沿革
- 1946年2月、開所。
- 1948年1月、児童養護施設として認可を受ける。当時の定員は160名。

## 所在地
藤沢市みその台1-2